# Rabdophaga absobrina
Rabdophaga absobrina är en tvåvingeart som först beskrevs av Ephraim Porter Felt 1907.  Rabdophaga absobrina ingår i släktet Rabdophaga och familjen gallmyggor.
Artens utbredningsområde är New York. Inga underarter finns listade i Catalogue of Life.